# Ljoebov Kosireva
Ljoebov Vladimirovna Baranova-Kosireva (Russisch: Любовь Владимировна Баранова-Козырева) (Boegrja, 27 augustus 1929 - Moskou, 22 juni 2015) was een Russisch langlaufer. 

## Carrière
Kosireva won in 1954 zowel de wereldtitel op de 10 kilometer als op de estafette. Kosireva won tijdens de Olympische Winterspelen 1956 de gouden medaille op de 10 kilometer en de zilveren medaille op de estafette. Tijdens de Olympische Winterspelen 1960 in het Amerikaanse Squaw Valley moest Kosireva genoegen nemen met het zilver op zowel de 10 kilometer als op de estafette. Kosireva won met de Sovjet-ploeg wel de wereldtitel op de estafette in 1958 en 1962. 

## Belangrijkste resultaten

### Olympische Winterspelen
| Editie | Plaats            | Resultaten        |
| ------ | ----------------- | ----------------- |
| 1956   | Cortina d'Ampezzo | 10 km · estafette |
| 1960   | Squaw Valley      | 10 km · estafette |

### Wereldkampioenschappen langlaufen
| Jaar | Plaats            | Resultaten                  |
| ---- | ----------------- | --------------------------- |
| 1954 | Falun             | 10 km · estafette           |
| 1956 | Cortina d'Ampezzo | 10 km · estafette           |
| 1958 | Lahti             | 10 km · estafette           |
| 1960 | Squaw Valley      | 10 km · estafette           |
| 1962 | Zakopane          | 5 km · 4e 10 km · estafette |